# Estadio GGL

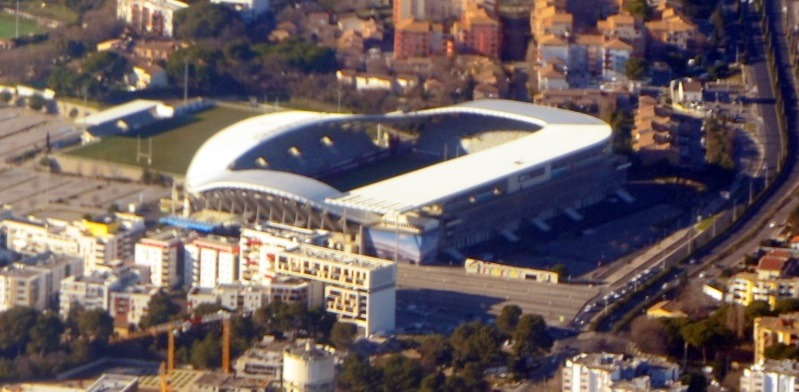
Visto desde un dron.

El Estadio GGL (en francés: GGL Stadium) es un estadio de rugby ubicado en la ciudad francesa de Montpellier, inaugurado en 2007 y usado por el Montpellier Hérault Rugby Club. Se llama Yves-du-Manoir en realidad y alquila su nombre por una cuota anual de €480 000 a la inmobiliaria GGL.

## Historia
Su nombre real es un homenaje a Yves du Manoir, jugador de la selección francesa que murió accidentalmente en un avión en 1928. Inició su construcción en 2003, siendo el primer estadio desde la profesionalización del rugby en 1995, terminó en 2007 y fue inaugurado el 23 de junio.

### Búnker australiano
Durante la Copa Mundial de Rugby de 2007 fue campamento base de los Wallabies, que llegaron al recinto el 31 de agosto y tuvieron su primer entrenamiento el 2 de septiembre ante 9000 personas en las gradas. Los jugadores fueron ovacionados por el público mientras sonaba Beds Are Burning de la banda australiana Midnight Oil y luego impusieron un respetuoso silencio durante las prácticas.
En su segundo entrenamiento público, realizado un martes, los jugadores fueron sorprendidos por 4000 franceses. Los australianos elogiaron el fanatismo francés por el rugby y al nuevo estadio; sus enormes vestuarios, la piscina de recuperación y la gigantesca sala de recepción.

## Estructura
Se compone de cuatro stands con los nombres de los legendarios estadios de rugby:
- Tribuna Eden Park (ubicada en el suroeste con 4168 asientos)
- Tribuna Ellis Park (ubicada en la sección noreste con 1543 asientos)
- Tribuna Murrayfield (ubicado en la parte sureste con 2316 asientos)
- Tribuna Twickenham (ubicada en el noroeste con 3567 asientos).

Una pantalla gigante de 5.20 m de altura por 7.20 m de ancho ubicada frente a la tribuna, así como numerosas pantallas de televisión colocadas en los vestuarios, vestidores y refrigerios para que los espectadores tengan acceso a otros partidos del Top 14. Se puede acceder al estadio en tranvía o en coche. En este caso el estacionamiento tiene disponibilidad para 1000 autos y 10 espacios para autobuses, los profesionales del rugby, la prensa y la seguridad tienen un estacionamiento exclusivo.

### Complejo
Cubre 13 hectáreas; al lado del estadio hay otro menor de categoría C con 500 asientos, que es usado por la intermedia y pre, se inauguró el 17 de abril de 2013 y se llama estadio Éric Béchu, en homenaje al fallecido entrenador. Además existen dos campos adyacentes de césped sintético, se utilizan para las juveniles y otros eventos deportivos organizados por la Montpellier Mediterráneo Metrópoli.

## Otros usos
Ocasionalmente alberga partidos de la Élite 1, cuando es usado por la Montpellier Rugby Club en sus encuentros más importantes. También fue sede de la selección femenina en el torneo Seis Naciones de 2010 y 2019.
En octubre de 2014 Montpellier sufrió inundaciones y el Stade de la Mosson resultó con graves daños, por ello el Montpellier Hérault Sport Club debió jugar 4 partidos de la temporada 2014-15 y uno de la Copa de la Liga de Francia; seis semanas el Estadio GGL albergó fútbol.